# Vénès
Vénès é uma comuna francesa na região administrativa da Occitânia, no departamento de Tarn. Estende-se por uma área de 27.42 km², e possui 787 habitantes, segundo o censo de 2018, com uma densidade de 29 hab/km².